# Kättilstads socken
Kättilstads socken i Östergötland ingick i  Kinda härad, ingår sedan 1974 i Kinda kommun och motsvarar från 2016 Kättilstads distrikt.
Socknens areal är 161,94 kvadratkilometer varav 139,40 land. År 2000 fanns här 406 invånare. Kyrkbyn Kättilstad med sockenkyrkan Kättilstads kyrka ligger i socknen. 

## Administrativ historik
Kättilstads socken har medeltida ursprung. 
Vid kommunreformen 1862 övergick socknens ansvar för de kyrkliga frågorna till Kättilstads församling och för de borgerliga frågorna till Kättilstads landskommun. Landskommunen uppgick 1952 i Norra Kinda landskommun som 1974 uppgick i Kinda kommun. Församlingen uppgick 2010 i Rimforsa församling.
1 januari 2016 inrättades distriktet Kättilstad, med samma omfattning som församlingen hade 1999/2000.  
Socknen har tillhört samma fögderier och domsagor som Kinda härad.  De indelta soldaterna tillhörde   Första livgrenadjärregementet, Kinds kompani.

## Geografi
Kättilstads socken ligger mellan sjöarna Åsunden i väster, Ämmern i mitten och Åländern i nordost.  Socknen här en bergs och skogsbygd med odlingsbygd i dalar och vid sjörana.

## Fornlämningar
Kända från socknen är några äldre gravar samt sex gravfält och fem fornborgar från yngre järnåldern.

## Namnet

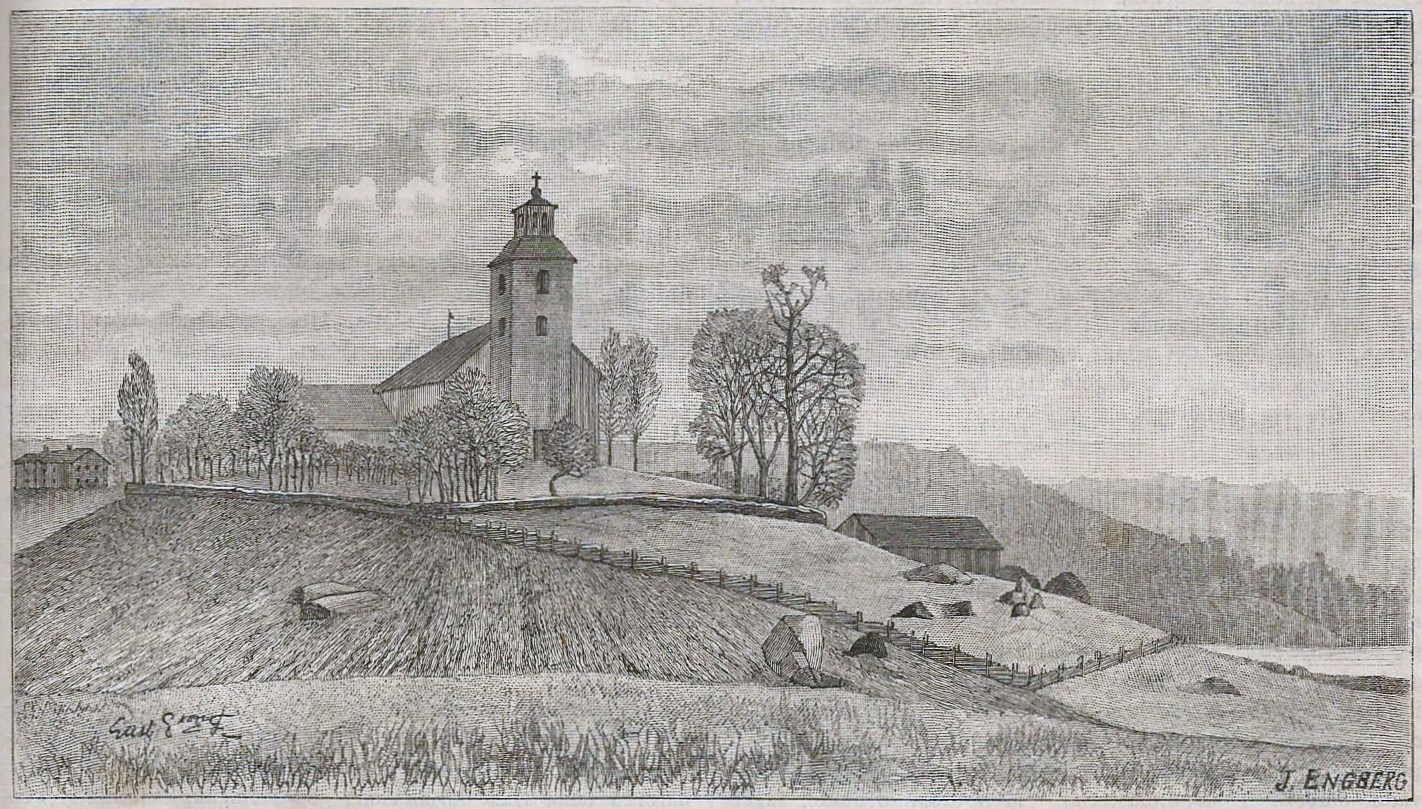
Kättilstads kyrka 1886.

Namnet (1295 Kätillstad) kommer från kyrkbyn. Förledet innehåller mansnamnet Kätil (Kjell). Efterledet är sta(d), 'ställe'.

### Fotnoter
1. 1 2  Svensk Uppslagsbok andra upplagan 1947–1955: Kättilstad socken
2. 1 2  Harlén, Hans; Harlén Eivy (2003). Sverige från A till Ö: geografisk-historisk uppslagsbok. Stockholm: Kommentus. Libris 9337075. ISBN 91-7345-139-8
3. ↑  ”Församlingar”. Statistiska centralbyrån. https://www.scb.se/hitta-statistik/regional-statistik-och-kartor/regionala-indelningar/forsamlingar/. Läst 30 december 2022.
4. ↑  Administrativ historik för Kättilstad socken (Klicka på församlingsposten). Källa: Nationella arkivdatabasen, Riksarkivet.
5. 1 2  Sjögren, Otto (1931). Sverige geografisk beskrivning del 2 Östergötlands, Jönköpings, Kronobergs, Kalmar och Gotlands län. Stockholm: Wahlström & Widstrand. Libris 9939
6. 1 2  Nationalencyklopedin
7. ↑  Fornlämningar, Statens historiska museum: Kättilstads socken
8. ↑  Fornminnesregistret, Riksantikvarieämbetet: Kättilstads socken Fornminnen i socknen erhålls på kartan genom att skriva in sockennamn (utan "socken") i "Ange geografiskt område"
9. ↑  Mats Wahlberg, red (2003). Svenskt ortnamnslexikon. Uppsala: Institutet för språk och folkminnen. Libris 8998039. ISBN 91-7229-020-X. https://isof.diva-portal.org/smash/get/diva2:1175717/FULLTEXT02.pdf